# 君王之王
君王之王（日语：ロードデルレイ），是日本現役純種競賽馬匹。目前主要勝場有2025年日經新春盃。

## 出賽前
2020年5月5日出生於北海道新日高町K I牧場，成長途中於父系及母系所屬的一口馬主俱樂部Lord Horse Club Co. Ltd.進行馬主募集，其後交由栗東訓練中心練馬師中內田充正訓練。

## 競賽生涯

### 3歲
2023年1月29日出戰東京競馬場3歲新馬戰，比賽途中徐徐先行策略於內欄位置逐步推進，進入直路後迅速抽出外檔加速，最終超越對手下取得首勝。
其後出戰一捷馬戰山茶花賞，繼續於先頭位置維持走勢下在直路逐步發力，最終跑出優秀末腳下戰勝Emanuele取得勝利。
5月原定前往青葉賞，但於調整途中和廄侶發生衝突，最終在左腳擦傷下避戰休養。
秋季復出出戰兩捷馬戰赤倉特別，比賽初段因出閘不錯順勢進佔第二的位置，於直路上開始發力並在最後600米處進入狀態，取得領先下繼續衝刺阻止對手的追擊，最終成功斬獲三連勝。
其後挑戰二級賽神戶新聞盃，比賽初段繼續維持於先頭第五左右的位置，於直路上嘗試加速衝刺，但最終仍然被里見騰輝、Savona及幻影俠壓制取得第四。
11月26日出戰喜迎錦標，本次比賽留守中團的位置，於最後彎道抽出外檔望空準備發力。進入直路後，其繼續以優秀的走勢加速衝刺，最終成功跑出後600米33.3秒的末腳速度下成功取勝。

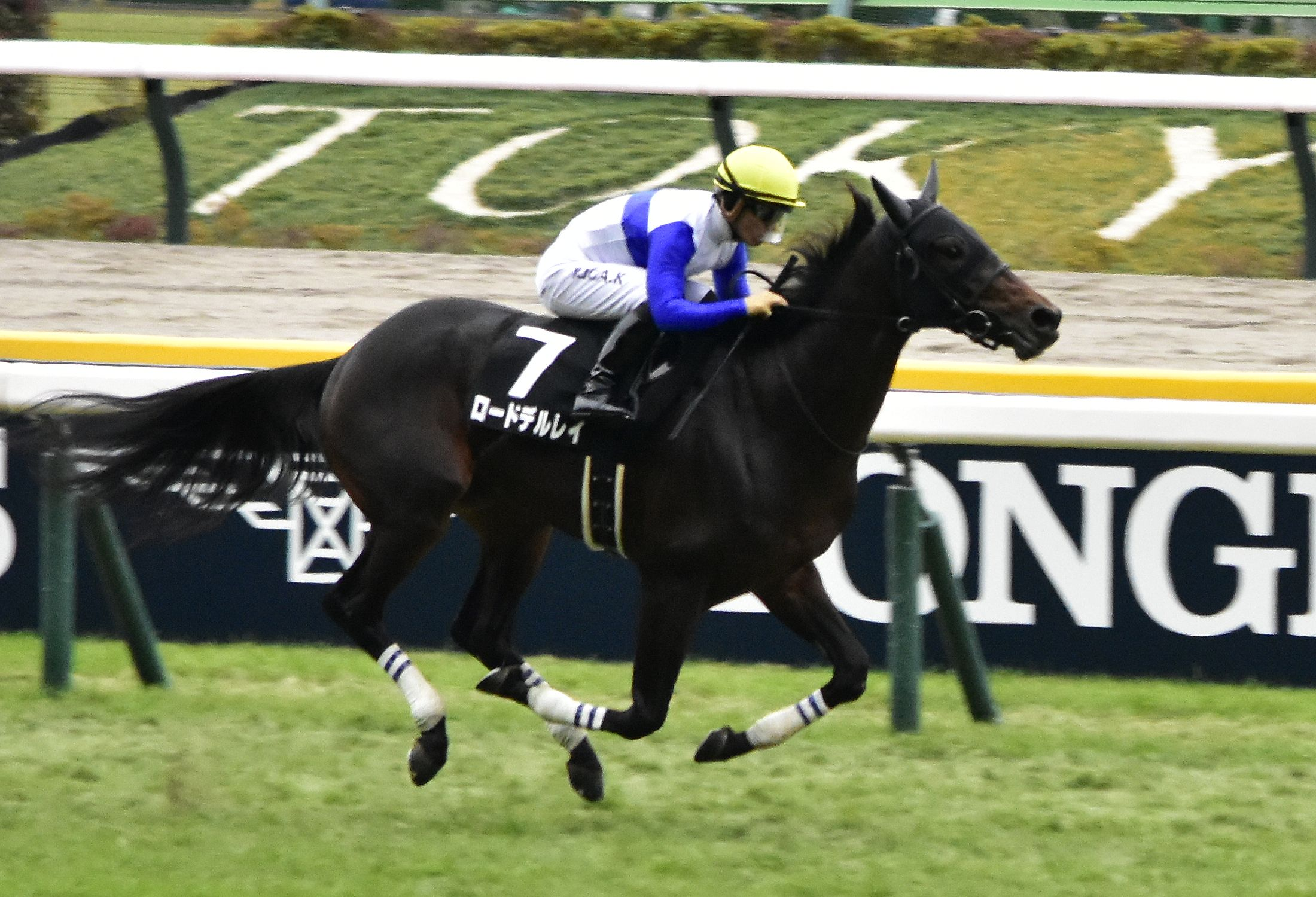
出戰喜迎錦標的君王之王

### 4歲
2024年1月出戰表列賽白富士錦標，比賽初段選擇於第八左右的位置推進，維持穩定的步速下在直路成功加速透出，最終迅速超越所有對手下奪冠。
6月原定以鳴尾紀念作為目標，然而於入閘前被發左後腳不良於行，最終在閘前退出的情況下下未有角逐賽事。
稍為休養後於11月復出出戰表列賽仙女座錦標，比賽初段進佔中團第八的位置穩步推進，於對面直路稍為發力下在最後彎道處於先頭位置。進入直路後，其繼續在中檔位置展開加速緊迫前方賽駒，但最終未能追上飛砂駒下被對手以3 1/2馬位差距擊敗。
年末以中日新聞盃作為目標，本次比賽選擇居中戰術下於第三、四彎道逐步發力上前，於直路上跑出不俗的的速度超越大部份對手，然而再度被領放的飛砂駒彈離，最終以2馬位差距落敗。

### 5歲
進入2025年其以日經新春盃作為首戰，比賽初段面對名將田原的快放選擇維持於中團靠前的內欄位置穩步推進，並於第四彎道逐步透出尋找位置發力。進入直路後，其經已於馬群之中出頭並開始加速，直逼前方下於中團超越名將田原取得領先，及後繼續堅守位置彈離後方對手，以3馬位優勢完勝取得首個分級賽冠軍。
4月6日選擇以大阪盃作為目標，本次比賽選擇於中團靠後的位置推進，在對面直路中段處於外疊位置，但在通過第三、四彎道時閃入駿天宮後方的遮擋位，直至出彎時才抽出外檔準備發力。進入直路後，其以不俗的姿態嚮應騎師西村淳也的指揮展開衝刺，逐步蠶食前方對手下透出，可惜未能追上經已領先的同父馬寶徠歌劇，以1馬位優勢落敗取得第二。
其後繼續挑戰寶塚紀念，比賽初段逐步從起步的外檔位置向內靠攏，保持在中團靠後的位置穩步推進。進入直路後，其上次衝入內欄以較為減省腳程的方式衝刺，但受到阻擋下未能最大程度加速，最終以第八落敗。

### 詳細賽績
| 日期       | 舉辦國家 | 馬場 | 距離   | 級別 | 賽事名稱   | 負重 | 騎師     | 馬號 | 出馬 | 名次     | 時間     | 頭馬（二馬）    |
| ---------- | -------- | ---- | ------ | ---- | ---------- | ---- | -------- | ---- | ---- | -------- | -------- | --------------- |
| 29/1/2023  | 日本     | 東京 | 草1800 |      | 3歳新馬    | 56   | 坂井瑠星 | 5    | 16   | 1        | 1:48.3   | （Pearl Lord）  |
| 18/2/2023  | 日本     | 阪神 | 草1800 |      | 山茶花賞   | 56   | 坂井瑠星 | 11   | 12   | 1        | 1:47.0   | （Emanuele）    |
| 2/9/2023   | 日本     | 新潟 | 草2000 |      | 赤倉特別   | 55   | 坂井瑠星 | 5    | 9    | 1        | 1:59.1   | （Sea Wizard）  |
| 24/9/2023  | 日本     | 阪神 | 草2400 | GII  | 神戶新聞盃 | 56   | 坂井瑠星 | 4    | 13   | 4        | 2:23.6   | 里見騰輝        |
| 26/11/2023 | 日本     | 東京 | 草2000 |      | 喜迎錦標   | 56   | 川田將雅 | 7    | 13   | 1        | 1:59.0   | （Meiner Mond） |
| 27/1/2024  | 日本     | 東京 | 草2000 | L    | 白富士錦標 | 56   | 川田將雅 | 1    | 12   | 1        | 1:57.2   | （Battle Born） |
| 1/6/2024   | 日本     | 京都 | 草2000 | GIII | 鳴尾紀念   | 57   | 川田將雅 | 6    | 13   | 閘前退賽 | 閘前退賽 | 優鶴湖          |
| 16/11/2024 | 日本     | 京都 | 草2000 | L    | 仙女座錦標 | 57.5 | 川田將雅 | 2    | 15   | 2        | 1:59.2   | 飛砂駒          |
| 7/12/2024  | 日本     | 中京 | 草2000 | GIII | 中日新聞盃 | 57.5 | 西村淳也 | 10   | 18   | 2        | 1:58.8   | 飛砂駒          |
| 19/1/2025  | 日本     | 中京 | 草2200 | GII  | 日經新春盃 | 57.5 | 西村淳也 | 8    | 16   | 1        | 2:09.8   | （湘南極點）    |
| 6/4/2025   | 日本     | 阪神 | 草2000 | GI   | 大阪盃     | 58   | 西村淳也 | 13   | 15   | 2        | 1:56.4   | 寶徠歌劇        |
| 15/6/2025  | 日本     | 阪神 | 草2200 | GI   | 寶塚紀念   | 58   | 川田將雅 | 15   | 17   | 8        | 2:12.3   | 名將田原        |

## 血統簡介
父系龍王爲日本賽駒，生涯稱霸短途賽事，包括做出連霸短途馬錦標及香港短途錦標等壯舉，被稱爲日本近代最強短途馬。祖父夏威夷王亦爲日本賽駒，生涯戰績極爲優秀，僅得一戰未能獲勝，曾勝出一級賽NHK一哩賽及東京優駿（日本打吡），爲日本史上首匹贏得變則二冠的賽駒。
母系Delfino為日本賽駒，生涯僅勝出條件戰鬥級別的賽事。外祖父真心呼喚亦爲日本賽駒，生涯戰績優秀，曾勝出有馬紀念及杜拜司馬經典賽。

### 血統表
| 父線：金滿寶系（淘金者系）      |                             |               |                 |
| 種馬 龍王 2008年（棗色）        | 夏威夷王 2001年（棗色）     | 金滿寶        | 淘金者          |
| 種馬 龍王 2008年（棗色）        | 夏威夷王 2001年（棗色）     | 金滿寶        | Miesque         |
| 種馬 龍王 2008年（棗色）        | 夏威夷王 2001年（棗色）     | Manfath       | 最後大官        |
| 種馬 龍王 2008年（棗色）        | 夏威夷王 2001年（棗色）     | Manfath       | Pilot Bird      |
| 種馬 龍王 2008年（棗色）        | Lady Blossom 1996年（棗色） | 雷貓          | 雷鳥            |
| 種馬 龍王 2008年（棗色）        | Lady Blossom 1996年（棗色） | 雷貓          | Terlingua       |
| 種馬 龍王 2008年（棗色）        | Lady Blossom 1996年（棗色） | Saratoga Dew  | Cormorant       |
| 種馬 龍王 2008年（棗色）        | Lady Blossom 1996年（棗色） | Saratoga Dew  | Super Luna      |
| 繁殖雌馬 Delfino 2011年（棕色） | 真心呼喚 2001年（棗色）     | 週日寧靜      | Halo            |
| 繁殖雌馬 Delfino 2011年（棕色） | 真心呼喚 2001年（棗色）     | 週日寧靜      | Wishing Well    |
| 繁殖雌馬 Delfino 2011年（棕色） | 真心呼喚 2001年（棗色）     | Irish Dance   | 東來兵          |
| 繁殖雌馬 Delfino 2011年（棕色） | 真心呼喚 2001年（棗色）     | Irish Dance   | Buper Dance     |
| 繁殖雌馬 Delfino 2011年（棕色） | Lady Artist 2004（棗色）    | French Deputy | Deputy Minister |
| 繁殖雌馬 Delfino 2011年（棕色） | Lady Artist 2004（棗色）    | French Deputy | Mitterand       |
| 繁殖雌馬 Delfino 2011年（棕色） | Lady Artist 2004（棗色）    | Lady Ballade  | Unbridled       |
| 繁殖雌馬 Delfino 2011年（棕色） | Lady Artist 2004（棗色）    | Lady Ballade  | Angelic Song    |
| 雌系：號族：12-c                |                             |               |                 |
| 五代內近親交配：Halo 4×5        |                             |               |                 |

## 命名由來
名字中，Lord（ロード）為馬主Lord Horse Club Co. Ltd.之冠名，出自俱樂部名字，帶有貴族等意思，亦可指代上帝，del Rey（デルレイ）於西班牙語中，帶有「王的」之意思，香港結合兩部分，翻譯為「君王之王」。

## 外部連結
- 君王之王 netkeiba.com （页面存档备份，存于）
- 血統表 （页面存档备份，存于）